# بابلو مارتينيز
بابلو مارتينيز (بالإسبانية: Pablo Martínez) (و. 1987 – م) هو موسيقي، وممثل، ومغني، من الأرجنتين، ولد في لابلاتا.

## وصلات خارجية
- بابلو مارتينيز على موقع IMDb (الإنجليزية)